# V Festival Mundial de la Juventud y los Estudiantes
El V Festival Mundial de la Juventud y los Estudiantes tuvo lugar durante 1955 en Varsovia, capital de la entonces República Popular de Polonia. Organizada por la Federación Mundial de la Juventud Democrática (FMJD), la quinta edición de su festival reunió a cerca de 31.000 jóvenes de 114 países bajo el lema "¡Por la paz y la amistad!".
El contexto internacional era auspicioso para el Festival, marcado por el auge del principio de la coexistencia pacífica planteado por Nikita Jrushchov, presidente del Consejo de Ministros soviético. Para fines de los años 1950 el colonialismo estaba en sus etapas finales y síntoma de eso fue la Conferencia de Bandung, realizada también en 1955; en el mismo año se desarrolló, en Helsinki, la Asamblea Mundial de la Paz. La V edición del FMJE también estuvo marcada por protestas y movilizaciones contra el peligro de una guerra nuclear.
Por su parte, la elección de Varsovia como sede no fue casual. Polonia había sido invadida por tropas de la Alemania nazi el 1 de septiembre de 1939, dando comienzo a una Segunda Guerra Mundial que acabaría con la vida de unos 6.000.000 polacos. Varsovia había sido literalmente devastada durante los años previos, y el nuevo Estado socialista todavía se encontraba abocado a su reconstrucción.